# Montague, Massachusetts
För Harry Potter-karaktären med samma namn, se Montague.

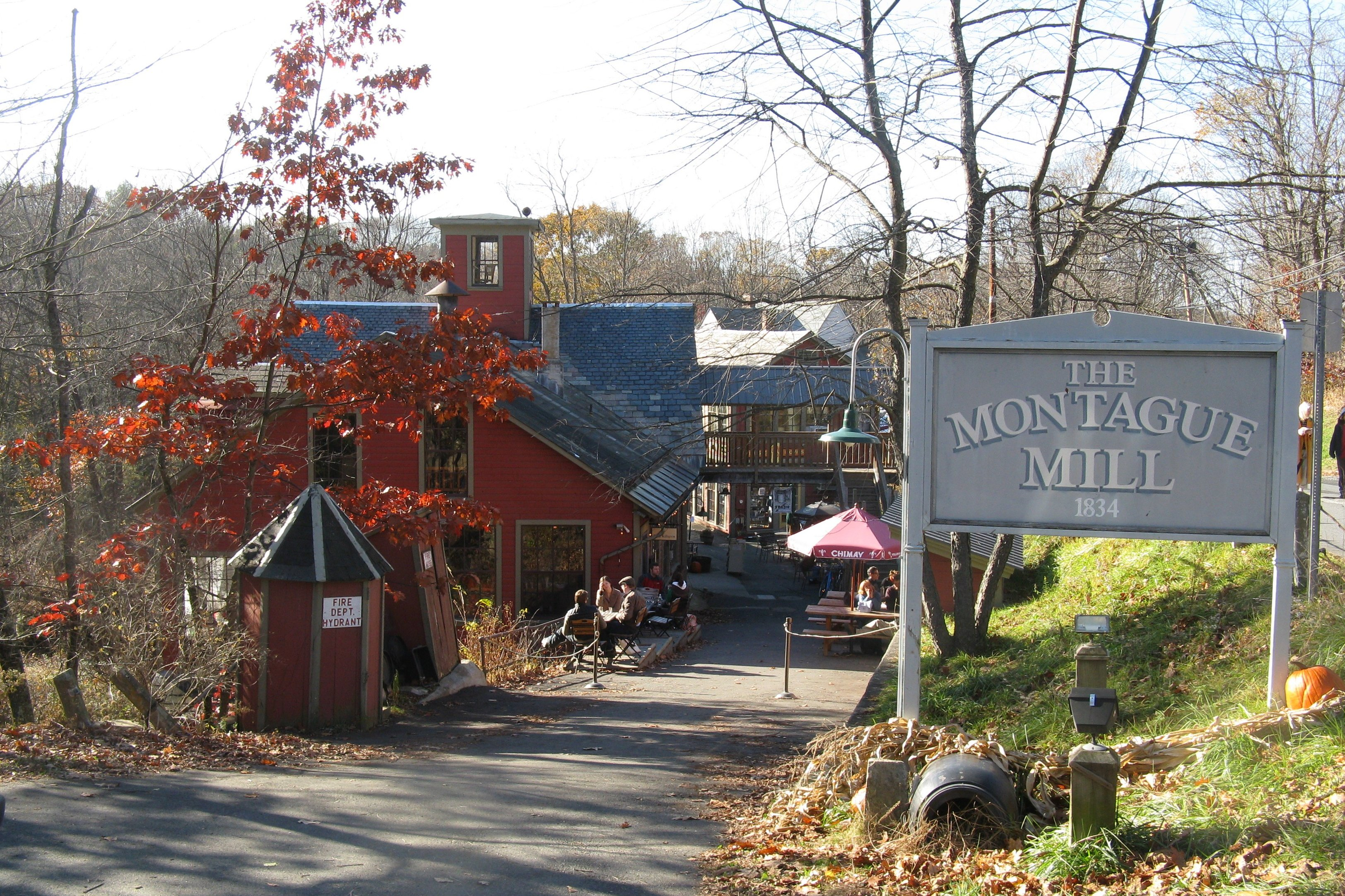

Montague är en kommun (town) i Franklin County i delstaten Massachusetts, USA med cirka 9 489 invånare (2000).